# Yefman (île)
 (mai 2024).
L'île Yefman est une île habitée qui serait la première à posséder des bâtiments modernes dans les îles Raja Ampat. Cette île est située à l'ouest de la côte de Sorong, précisément dans le Kabupaten de Raja Ampat, dans la Province de Papouasie du Sud-Ouest. Les autres noms de cette île sont Efman, Jef Maan, Jef Maän, Jefmaan, Yef Man et Poelau Ifman. La signification du nom de cette île est « île des hommes ». L'île Yefman est accessible en hors-bord depuis la ville de Sorong en 30 minutes.

## Facilité
L'île Yefman possède une ancienne piste d'atterrissage, vestige de la Seconde Guerre mondiale qui est aujourd'hui abandonnée. La piste s'étend d'un bout à l'autre de l'île, divisant l'île de YefMan en deux et s'étendant le long de la côte est. Avant 2005, cette île servait de point d'atterrissage aux compagnies aériennes commerciales à destination de Sorong. Cependant, son rôle a été remplacé par l'aéroport Domine Edward Osok de Sorong.
Outre l'ancien aéroport, cette île possède également des vestiges d'installations militaires japonaises disséminées à travers l'île, sous forme de tunnels, de fortifications défensives et de belvédères militaires orientés vers le sud.

## Division administrative
L'île Yefman compte deux villages, à savoir Yefman-Est et Yefman-Ouest. Dans le village de Yefman-Ouest, il existe des établissements d'enseignement sous la forme d'écoles primaires, intermédiaires et secondaires équipées de routes en ciment de 1,5 m de large. En dehors de cela, il existe également des établissements publics tels que des polycliniques de village et des bureaux de sous-district. L'électricité publique n'est disponible qu'à Yefman-Ouest et l'approvisionnement provient d'un générateur, tandis que les habitants Yefman-Est ne disposent toujours pas d'électricité et utilisent des générateurs privés.

## Données démographiques

### Religion
Le village de Yefman-Ouest est habité par des musulmans, tandis que le village de Yefman-Est est habité par des chrétiens. L'île dispose d'une mosquée construite dans les années 1950  et une église construite dans les années 1990. La tolérance entre les communautés religieuses de cette île existe depuis l'influence du sultan Tidore.

### Tribus
Les habitants de cette île viennent de Biak avec quatre clans, Rumayom, Rumansus, Rumawi et Paknawan. Aujourd'hui, il existe également d'autres tribus qui habitent cette île, comme les tribus de Sulawesi et de Timor.

## Conditions sociales
La plupart des habitants de l'île Yefman travaillent comme pêcheurs et dépendent des produits marins pour leur subsistance. La nourriture est majoritairement importée depuis Sorong.

## Archipel
Sur la côte sud-ouest se trouve l'île Rumbabo, une plantation de cocotiers appartenant aux habitants de Yefman et Samate. L'île Rumbabo est suivie de trois petites îles situées à son extrémité sud-ouest, à savoir l'île Rumbabo Ganan, Rumbabo Genan Lu et Rumbabo Genan Sa. Une autre île est située plus loin dans les eaux occidentales de l’île de Rumbabo, à savoir l’île de Bam.
Sur la côte ouest se trouvent trois îles, à savoir Kapatbus, Kapatseyel et Kapatmol. Dans la partie sud-est de l'île Yefman, se trouve également l'île Matan qui est adjacente au Bagan des pêcheurs.